# Are You Sequenced?
Are You Sequenced? è un album in studio del compositore tedesco Klaus Schulze, pubblicato nel 1996. Alcune edizioni dell'album presentano remix.
Nel 2006 venne ristampato con una traccia bonus in più.

## Tracce
Tutte le tracce sono state composte da Klaus Schulze.
1. Welcome To The Moog Brothers – 6:28
2. Vocs In The Dark I – 4:23
3. Vocs In The Dark I – 10:04
4. No Frets - No Bass – 9:39
5. Valle De La Luna – 9:00
6. Are You Sequenced? – 3:14
7. Moogie Baby Goes Solo – 7:18
8. Moldanya – 10:21
9. Vidanya – 2:11
10. The Wizard of Doz – 10:22
11. Are We Getting Lost? – 6:50

Durata totale: 79:50

### Remix contenuti in alcune edizioni dell'album
1. SQ1 (Essentials) – 17:41
2. Voices in the Dark (Lite mix) – 8:14
3. SQ2 (Extended Mix) – 8:12
4. Flutish Baby (Humate Mix) – 7:33
5. SQ3 (Subsonic Affair Mix) – 7:44
6. Voices in the Dark II (Chill Mix) – 8:29
7. SQ4 (Short Cut) – 4:28

Durata totale: 62:21

### Disco bonus (presente solo nella ristampa del 2006)
1. Vat Was Dat? (bonus track) – 77:35